# Окулярник попелястий
Окулярник попелястий (Zosterops mauritianus) — вид горобцеподібних птахів родини окулярникових (Zosteropidae). Ендемік Маврикію. Раніше вважався конспецифічним з білогузим окулярником.

## Опис
Довжина птаха становить 10,7-11,4 см. Самці важать 7,5-10 г, самиці 7,5-11 г. Тім'я і верхня частина тіла попелясто-сірі, гузка охристо-біла, надхвістя білувате, хвіст темно-сірий. Навколо очей немає харктерних кілець. Дзьоб чорний, лапи темно-сірі.

## Поширення і екологія
Попелясті окулярники живуть в тропічних лісах і чагарникових заростях, на плантаціях і в садах.

## Поведінка
Попелясті окулярники харчуються комахами і нектаром, іноді доповнюють свій раціон плодами.